# Neofurius
Neofurius is een geslacht van wantsen uit de familie van de Miridae (Blindwantsen). Het geslacht werd voor het eerst wetenschappelijk beschreven door William Lucas Distant in 1884.

## Soorten
Het genus bevat de volgende soorten:

- Neofurius affinis Distant, 1884
- Neofurius albiceps (Lethierry, 1881)
- Neofurius aurora Kirkaldy, 1902
- Neofurius bifasciatus Carvalho, 1985
- Neofurius bimaculatus Carvalho & Hsiao, 1954
- Neofurius bolivianus Carvalho, 1990
- Neofurius capichabensis Carvalho & Gomes, 1971
- Neofurius chiriquiensis Carvalho, 1985
- Neofurius clavinotatus (Carvalho, 1953)
- Neofurius colombiensis Carvalho, 1984
- Neofurius discovittatus Carvalho & Hsiao, 1954
- Neofurius elegantulus Carvalho & Schaffner, 1973
- Neofurius fasciatus Carvalho & Schaffner, 1985
- Neofurius hondurensis Carvalho & Schaffner, 1985
- Neofurius itatiaianus Carvalho & Fontes, 1967
- Neofurius minensis Carvalho, 1989
- Neofurius modestus (Distant, 1884)
- Neofurius montei Carvalho & Hsiao, 1954
- Neofurius nicaraguensis Carvalho, 1987
- Neofurius nigrotibialis Carvalho & Hsiao, 1954
- Neofurius pallidus Carvalho, 1985
- Neofurius parauara Carvalho, 1981
- Neofurius pulcher (Distant, 1893)
- Neofurius quichuanus Carvalho, 1985
- Neofurius smithi (Distant, 1904)
- Neofurius sororius (Distant, 1884)
- Neofurius terezae Carvalho & Schaffner, 1985
- Neofurius urucuianus Carvalho & Hsiao, 1954
- Neofurius viduatus (Distant, 1884)
- Neofurius viridis Carvalho, 1985